# 四日市哮喘
四日市哮喘是日本三重縣四日市市于1960年到1972年間，因大氣污染而導致的哮喘疾病，是日本四大公害病之一。禍首是企業排出的硫氧化物（SOx），與英國1952年伦敦烟雾事件的污染內容有共通之處。

## 外部連結
- 四日市公害資料館（四日市市環境部）